# Seegefecht bei Helgoland (1849)
Das Seegefecht bei Helgoland war eine Kampfhandlung des Schleswig-Holsteinischen Krieges, die am 4. Juni 1849 in der Deutschen Bucht zwischen drei Schiffen der Reichsflotte und einer dänischen Segelkorvette und später auch einem Raddampfer ausgetragen wurde.
Das Gefecht war das einzige der Reichsflotte und auf deutscher Seite das bisher einzige unter schwarz-rot-goldener Flagge.

## Verlauf
Am 4. Juni sichtete ein aus der Dampffregatte Barbarossa und den Dampfkorvetten Lübeck und Hamburg bestehender Verband unter der Führung von Admiral Karl Rudolf Brommy bei Helgoland die dänische Segelkorvette Valkyrien. Brommy war aus Bremerhaven zu einer Aufklärungsfahrt gegen die dänische Blockade ausgelaufen.
Zwischen den deutschen Schiffen und der dänischen Korvette entwickelte sich ein kurzes Feuergefecht. Die technische Überlegenheit der deutschen Schiffe zwang den dänischen Kapitän Andreas Polder, Kurs auf das damals britische Helgoland zu nehmen. Obwohl England im Krieg neutral war, gewährte es der Korvette Aufenthalt vor der Insel. Die Bastion auf der Insel feuerte darüber hinaus Warnschüsse auf den deutschen Verband ab.
Polder wartete die Ankunft eines weiteren dänischen Schiffs ab, des Raddampfers Gejser unter dem Befehl von Kapitänleutnant Jørgen P. F. Wulff. Vor dem modernen Schiff mit seinen beiden 60-Pfünder-Kanonen drehte Brommy ab, auch da er erkannte, dass in Kürze zwei dänische Fregatten zur Verstärkung seiner Gegner auf dem Gefechtsfeld erscheinen würden. Die dänischen Schiffe verfolgten den deutschen Verband bis in die Elbemündung vor Cuxhaven, anschließend kehrten sie wieder auf ihre Blockadepositionen zurück.

## Das Gefecht in der deutschen Presse

### Das Gefecht in der „Vossischen Zeitung“
Die Vossische Zeitung brachte in ihrer Ausgabe vom 7. Juni 1849, S. 5, folgende Notiz über das Gefecht:
Cuxhafen, 5. Juni, Vorm. (pr. elektr.=magnet. Tel.)
6 Uhr Morgens. Die drei deutschen Kriegsdampfböte, „Barbarossa“, „Hamburg“ und „Lübeck“ sind gestern Abend spät von der Weser hier angekommen und auf der Rhede vor Anker gegangen. Kommandeur Abendroth ging bald darauf an Bord derselben.
7 Uhr 30 Minut. Ziemlich übereinstimmenden Mittheilungen zufolge von Leuten, welche gestern Abend an Bord der deutschen Kriegsdampfer gewesen sind, sollten die letztern gestern Morgen 9 Uhr von Bremerhaven auslaufen, waren aber erst um 11 Uhr abgegangen. Sie bekamen die dänische Corvette diesseits Helgoland in Sicht, diese aber setzte beim Erscheinen der Dampfböte sogleich alle Segel und ging, unter immerwährendem Alarm=Schießen für die westwärts stehenden dänischen Fregatten seewärts.
Von der frischen nördlichen Briese begünstigt gelang es der Corvette, bei Helgoland vorbeizukommen. Während der Zeit war auch der „Geyser“, aus der Elbe kommend, sogleich westwärts nach den Fregatten gegangen und kehrte jetzt mit denselben zurück, was den Kommandeur der deutschen Kriegsdampfboote bewog, um nicht Alles sofort aufs Spiel zu setzen, sich nach der Elbe zurückzuziehen. Der „Geyser“ und eine Fregatte verfolgten unsere Dampfböte noch bis in die Nähe des großen Feuerschiffes vor der Elbe und der „Geyser“ warf von dort noch eine Bombe, welche in der Luft zerplatzte.
Es ist überhaupt von beiden Seiten sehr viel, aber ohne besondern Erfolg geschossen, von den dänischen Kugeln hat keine unsere Dampfböte erreichen können, während behauptet wird, daß einige Schüsse der Unsrigen gut getroffen haben. Die Befehlshaber der deutschen Dampfböte sprechen sich höchst befriedigend über den Muth ihrer Mannschaften aus.
– Nachmittags 4 Uhr. Unsere Umgebung hat heute ein festliches Aussehen, denn der deutschen Dampf=Flottille zu Ehren flaggt hier Jeder, der nur irgend im Besitz einer Flagge ist. – Man hat hier gegen Mittag eine Zeit lang wieder ganz deutlich Kanonendonner seewärts wahrgenommen. – Die deutschen Kriegs=Dampfböte „Barbarossa“ und „Lübeck“ so wie die Schiffe „Ellen Simpson“, „Rapide“ und „Anita“ liegen hier noch auf der Rhede vor Anker. Deutsches Kriegs=Dampfboot „Hamburg“ 2 Uhr 45 Min. von hier aufgegangen, vermuthlich nach Glückstadt. 4 Uhr Nichts in Sicht.

### Das Gefecht in der übrigen deutschen Presse
Bemerkenswerterweise wurde das Gefecht in der stadtoldenburgischen Presse seinerzeit mit keinem Wort erwähnt. Weder in Der Beobachter. Ein Volksblatt, noch im Der oldenburgische Volksfreund findet sich in den Ausgaben ein Hinweis auf den Vorstoß nach Helgoland, obwohl über die militärischen Operationen in Schleswig-Holstein ausgiebig berichtet wurde und Großherzog August von Oldenburg enge Beziehungen zur Reichsflotte unterhielt, da er Brake als Reichskriegshafen favorisierte. Brake (Unterweser), wo ein Teil der Flotte stationiert war, verfügte seinerzeit noch nicht über eine eigene Presse.
Die Neue Preußische Zeitung (Kreuz-Zeitung) erwähnt in Kurznotizen vom 6. und 10. Juni 1849 lediglich, dass dänische Kriegsschiffe die Elbe- und Wesermündungen blockieren würden. Auch hier wurde das Gefecht vor Helgoland mit keinem Wort erwähnt.
Warum diese Zurückhaltung in der deutschen Presse geübt wurde, ist bislang unbekannt. Allerdings dominierten die Operationen in Schleswig-Holstein und die Niederschlagung der revolutionären Bestrebungen in der Pfalz völlig die Hauptschlagzeilen.

## Das Gefecht im Gefechtsbericht Brommys
Dem Reichsministerium der Marine

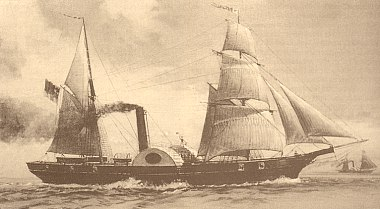
Die Barbarossa, Brommys Flaggschiff

zeige ich ergebenst an, daß ich heute Morgen zehn Uhr Anker lichtete und die Rhede von Bremerhaven in Begleitung der beiden Dampfer[fr]egatten Hamburg und Lübeck verließ.
Um 12 St. 30’ erblickte ich das dänische Blockadegeschwader im Norden von mir aus drei Fregatten, einer Corvette und einem Dampfschiff bestehend. Die letztere kam von der Elbe her, die Corvetten waren im Norden und Osten von mir. Ich machte Jagd auf letztere, welche aber den Schutz von Helgoland suchte. Ich ließ die Kanone blind laden, um sie einmal, darauf scharf laden.
Gegen ein Uhr ein Viertel nahten wir Helgoland – als die Corvette ihre Kanonen an Backbord nacheinander abfeuerte, was meine Mannschaften mit freudigem Hurra beantwortete und selbst zu schießen begann.
Von 4 Uhr 21 bis 4 Uhr 47’ fielen zwanzig Schüsse Granaten und Vollkugeln von der Barberosse und siebzehn von Hamburg und ebensoviel von Lübeck. Im ganzen wurde gut gezielt, aber die Entfernung zu bedeutend als daß großer Schaden hätte angerichtet werden können.
Mit der größten Freude erfüllt es mich, zu sehen mit welchem frohem Muthe die nicht eingespielte Mannschaft zum ersten male in das Feuer ging. Ich habe mich in meinen Erwartungen über die Tüchtigkeit meiner Mannschaft nicht getäuscht und ich glaube vom Reichs Ministerium entschuldigt zu sein, wenn ich es wagte, eine undisziplinierte Mannschaft, die ihr Schiff noch nicht kannte, nie eine Kanone abgefeuert hat, diese Kanonen noch nie erprobte, plötzlich, beim ersten Auslaufen dem Feinde entgegen zu führen, um sie an das feindliche Feuer zu gewöhnen. Offiziere, Unteroffiziere, Matrosen, Soldaten und Jungen waren von gleichem, patriotischen Eifer beseelt. Sie kannten nur einen Schmerz, nach der Elbe gehen zu müssen, ohne ein Zeichen des Sieges. Leider mußte ich die Verfolgung der Corbette aufgeben, da zwei Fregatten und das Dampfschiff sie zu unterstützen herankamen, die dritte aber nach Wangeroog steuerte, um uns die Rückkehr zu versperren. Gleichzeitig wurden von Helgoland drei Kanonen gegen uns gefeuert, um uns zu warnen, daß wir auf neutralem Grunde wären; – mithin mußten wir umkehren, besonders, da der Wind sich verstärkte, mithin den Fregatten den Vorzug über uns einräumte, besonders, da der Wind stärker ward.
Endlich ist es der deutschen Flotte gelungen einmal in See zu stechen – der Anfang war gut und ich habe den gerechten Grund zu hoffen, es werde stets besser gehen.
Rhede von Cuxhaven, an Bord der Barbarossa 4. Juni 1849.
R. Brommy, Capitain zur See
Aus: Uhlrich, S. 93f.